# Thomas Balvay
Thomas Balvay, vero nome Georges Balvay, noto anche con lo pseudonimo di John Balway (Parigi, 2 febbraio 1888 – 15 luglio 1945), è stato un arbitro di calcio francese, internazionale dal 1922 al 1930.

## Biografia
Iniziò la carriera arbitrale prima del 1921 e diresse tre finali di coppe nazionali: la Coppa di Spagna del 1921-22 che vide vincitore il Barcellona, e due della Coppa di Francia, nella stagione 1925-26 con la vittoria dell'Olympique Marsiglia, e nella stagione 1927-28 con la vittoria della Red Star Olympique di Parigi.
Divenne arbitro internazionale nel dicembre 1922 con la partita amichevole tra Spagna e Portogallo, terminata 2–1 per la Spagna. Diresse altre due gare amichevoli, nel giugno del 1928 tra Egitto e Lussemburgo, terminata 1–1, e nel febbraio del 1930 tra Belgio e Lussemburgo, con la vittoria dei belgi per 1–0. Figurò nella selezione ufficiale degli arbitri del torneo di calcio dei Giochi Olimpici del 1928, ad Amsterdam, ma non diresse nessun incontro.
Partecipò alla prima edizione del campionato mondiale di calcio del 1930, recandosi in Uruguay con il transatlantico Conte Verde insieme a Jules Rimet, gli arbitri Jean Langenus, Henry Christophe e Constantin Rădulescu, e le nazionali francese, belga, rumena e brasiliana, imbarcate nella rotta navale tra Genova e Rio de Janeiro. Una volta sbarcato al porto di Montevideo, a Balvay venne data la notizia della morte della moglie, avvenuta a Parigi.
Nel primo torneo mondiale arbitrò la gara dei gironi eliminatori tra Brasile e Bolivia, terminata 4–0 per i brasiliani, e svolse funzioni di guardalinee in altri tre incontri.
Per decenni l'identità dell'arbitro è stata messa seriamente in discussione. Lo storico del calcio britannico Cris Freddi sostiene:
È deceduto nel luglio del 1945 a 57 anni.